# 北澤早紀
北澤 早紀（きたざわ さき、1997年〈平成9年〉6月5日 - ）は、日本の女優で、女性アイドルグループ・AKB48の元メンバーである。千葉県出身。トキエンタテインメント所属。愛称は「さっきー」。

## 来歴
2011年
- 9月24日、AKB48「第13期研究生オーディション」に仮合格する[3]。
- 12月8日、「AKB48劇場6周年特別記念公演」で13期研究生として初お披露目される[4]。

2012年
- 8月4日、第六回セレクション審査に合格する[5]。

2013年
- 6月5日、日本武道館で行われた「AKB48グループ研究生コンサート 〜推しメン早い者勝ち〜」において、サプライズで誕生日を祝われる[6]。
- 8月24日、「AKB48 2013真夏のドームツアー〜まだまだ、やらなきゃいけないことがある〜」において、峯岸チーム4への昇格が発表される[7]。
- AKB48劇場での劇場公演の年間出演回数が1位となる[8]。

2014年
- 2月24日、「AKB48グループ大組閣祭り〜時代は変わる。だけど、僕らは前しか向かねえ!〜」において、峯岸チーム4（第2期）への所属が発表される[9]。

2015年
- 3月26日、「AKB48春の単独コンサート〜ジキソー未だ修行中!〜」で行われた「春の人事異動」において、高橋朱里チーム4への所属が発表される[10]。

2017年
- 8月16日から20日にかけて上演された舞台「花嫁は雨の旋律」で舞台作品に初出演し、ヒロイン役を務めた[11]。
- 12月8日、「AKB48劇場12周年特別記念公演」において、高橋朱里チームB[注釈 2]への異動が発表される[13]。

2018年
- 3月21日から25日にかけて上演されたミュージカル「旋律テロル」で初主演を務める[14]。

2020年
- 2月25日、「2020 AKB48新ユニット！新体感ライブ祭り♪」において、ユニット「Melisma（メリスマ）」のメンバーとして出演した[15]。

2021年
- 3月18日、自身のSNSにて芸能事務所De-LIGHTへの移籍を発表した。
- 12月1日、De-LIGHTがマネジメント業務をDe-PROに移したことに伴いDe-PROの所属になった[16]。
- 12月8日、AKB48劇場で行われた「AKB48劇場16周年特別記念公演」において、浅井チームBへの所属が発表される[17]。

2023年
- 1月6日、De-LIGHTとトキエンタテインメントの業務提携に伴い、De-PROがトキエンタテインメントに統合されたため、トキエンタテインメントの所属となった[2]。
- 2月10日に行われた「第5回AKB48グループ歌唱力No.1決定戦」で初開催のユニット戦に高岡薫、歌田初夏とともに出場し、予選8位で決勝大会に進出[18][19]。3月2日に日本青年館 大ホールにて開催された同イベントユニット戦の決勝大会では、高岡、歌田とのユニットが中間発表2位タイ[20]、総合成績3位を獲得した[21][22]。
- 7月4日、AKB48劇場で行われた「僕の太陽」公演で、AKB48からの卒業を発表し[23][24]、9月5日の卒業公演をもってAKB48を卒業した[24]。

## 人物
- 出生地は愛知県[注釈 3]で、1歳から5歳[注釈 4]まではイギリスのソリハルで過ごした帰国子女であり[26]、帰国後は千葉県に住む。
- 家族構成は両親と姉が一人いる。ヨークシャーテリアのココを飼っている[27]。2021年4月13日のTwitterでの投稿でポメラニアンのぷりんが死んだことを報告した[28]。
- 子供のころからミュージカルが好きで、将来の夢はミュージカル女優[29]、舞台女優[30]としていた。
- 幼稚園の年長から9年間バレエを習っており、小中学校では合唱部に所属していた[31][32][33]。
- 親の教育上、高校卒業までテレビの民放チャンネルは見せてもらえなかった[34]が、オリンピックや録画の音楽番組など例外はあったようである[35]。
- 性格はおとなしく[31][36]のんびり屋。一方で同期など親しい相手には毒舌と言われることもあり[37]、また頑固な一面もある[38]。

### AKB48
- キャッチフレーズは「夢は大きく！志は高～く！」[39]。
- 10期生の加藤玲奈は小学校1年生から4年生までクラスメイトであり、小中学校の同級生（同期生）である。そして、加藤のAKB48加入をきっかけにAKB48のオーディションを受けている[31]。
- 同期の岩立沙穂とはのんびりしている共通点から、非公式ユニット「のろりんず」を組んでいた[40]。
- 同期の村山彩希、15期生の向井地美音、湯本亜美、元NGT48の西村菜那子は高校のクラスメイトである[41]。村山は「早紀ちゃんがいなかったら卒業できてないくらい」高校では北澤が課題などを手伝っていたと述べており[38]、最も仲の良いメンバーの一人である。2020年には2人のユニットで「北山さきりんごソーシャルディスタンス公演」を行った[42][43][44]。
- AKB48での推しメンは髙橋彩音[45]（および卒業した蔵本美結[46]）である。
- 2019年に研究生公演へ助っ人として出演してからAKB48ドラフト3期生を応援しており、メンバーやファンから「ドラ3のママ」と呼ばれていた[47]。

## AKB48での参加楽曲

### シングル選抜楽曲
- 「ギンガムチェック」に収録
  - あの日の風鈴 - 「ウェイティングガールズ」名義
- 「UZA」に収録
  - 大人への道 - 「AKB48研究生」名義
- 「永遠プレッシャー」に収録
  - 私たちのReason
- 「So long !」に収録
  - 強い花 - 「研究生」名義
- 「さよならクロール」に収録
  - LOVE修行 - 「研究生」名義
- 「ハート・エレキ」に収録
  - 清純フィロソフィー - 「Team 4」名義
- 「前しか向かねえ」に収録
  - 恋とか…
- 「ラブラドール・レトリバー」に収録
  - ハートの脱出ゲーム - 「Team 4」名義
- 「希望的リフレイン」に収録
  - 目を開けたままのファーストキス - 「Team 4」名義
- 「唇にBe My Baby」に収録
  - なんか、ちょっと、急に… - 「Team 4」名義
- 「翼はいらない」に収録
  - 考える人 - 「Team 4」名義
- 「Teacher Teacher」に収録
  - 新しいチャイム - 「Team B」名義
- 「失恋、ありがとう」に収録
  - また会える日まで
- 「根も葉もRumor」に収録
  - 離れていても
  - ブラックジャガー  - 「First Generation」名義
- 「元カレです」に収録
  - ヤラカソウ - 「Team B」名義
- 「久しぶりのリップグロス」に収録
  - 運命の歌 - 「1st Generation」名義
- 「どうしても君が好きだ」に収録
  - Da Re Da - 「Universe Girls」名義

### アルバム選抜楽曲
- 「1830m」に収録
  - さくらんぼと孤独 - 「研究生」名義
  - 青空よ 寂しくないか? - 「AKB48+SKE48+NMB48+HKT48」名義
- 「次の足跡」に収録
  - チーム坂 - 「Team 4」名義
- 「ここがロドスだ、ここで跳べ!」に収録
  - 涙は後回し - 「峯岸Team 4」名義
- 「0と1の間」に収録
  - 泣き言タイム　- 「Team 4」名義

### 劇場公演ユニット曲
チームK 6th Stage「RESET」
- 檸檬の年頃（前座ガールズ）
- 明日のためにキスを
- 制服レジスタンス

チームA 6th Stage「目撃者」
- ミニスカートの妖精（前座ガールズ）

研究生公演「RESET」
- 明日のためにキスを
- 制服レジスタンス

大場チーム4「僕の太陽」公演
- 僕とジュリエットとジェットコースター

チームB 5th Stage「シアターの女神」
- ロマンスかくれんぼ（前座ガール）

研究生公演「僕の太陽」
- 僕とジュリエットとジェットコースター
- 向日葵
- ヒグラシノコイ

2013年研究生公演「パジャマドライブ」
- パジャマドライブ
- 鏡の中のジャンヌ・ダルク
- 純情主義

峯岸チーム4「手をつなぎながら」公演
- ウィンブルドンへ連れて行って

峯岸チーム4「アイドルの夜明け」公演
- 片想いの対角線
- 残念少女
- 愛しきナターシャ
- 天国野郎

横山チームK「RESET」公演
- 明日のためにキスを
- 奇跡は間に合わない
- 逆転王子様

春風亭小朝「イブはアダムの肋骨」公演
- 禁じられた2人

高橋朱里チーム4「夢を死なせるわけにいかない」公演
- Bye Bye Bye
- 記憶のジレンマ

田原総一朗「ド～なる?!ド～する?!AKB48」公演
- Bye Bye Bye

高橋みなみプロデュース「ザ・アイドル」公演
- 天使のしっぽ

峯岸チームK「最終ベルが鳴る」公演
- ごめんね ジュエル

リバイバル公演「僕の太陽」
- 僕とジュリエットとジェットコースター

高橋朱里チームB「シアターの女神」公演
- ロッカールームボーイ

リバイバル公演「パジャマドライブ」
- パジャマドライブ

2018年研究生公演「パジャマドライブ」
- 純情主義
- パジャマドライブ

岩立チームB「シアターの女神」公演
- ロッカールームボーイ
- 初恋よ こんにちは
- キャンディー

柏木由紀「僕の夏が始まる」公演
- 女神はどこで微笑む？
- さっきまではアイスティー
- 最後にアイスミルクを飲んだのはいつだろう？
- Oh! Baby!
- ウインクの銃弾

「北山さきりんご ソーシャルディスタンス」公演
- 君のC/W
- サボテンとゴールドラッシュ
- 黒い天使

リバイバル公演「僕の太陽（8人バージョン）」
- アイドルなんて呼ばないで
- ヒグラシノコイ
- 向日葵

浅井チームB「アイドルの夜明け」公演
- 口移しのチョコレート
- 天国野郎

## ライブ
- Saki Kitazawa 25th Birthday Live～Change My Mind～（2022年6月4日、表参道GROUND）[49]

## 出演

### 舞台
- ILLUMINUS「花嫁は雨の旋律」（2017年8月16日 - 20日、ザ・ポケット） - ヒロイン・片山雨 役[11]
- LIPS*S 2018 Spring Musical「旋律テロル」（2018年3月21日 - 25日、新宿村LIVE） - 主演・エイミ 役[14]
- 劇団れなっち「ロミオ＆ジュリエット」（2018年5月9日 - 13日、AiiA 2.5 Theater Tokyo） - ジュリエット母 役（黒組）[50][51]
- 劇団シアターザロケッツ 第七回舞台公演「シャンパンタワーが立てられない」（2018年10月3日 - 14日、ザ・ポケット） - ヒロイン・楠みどり 役[52]
- ILLUMINUS「花嫁は雨の旋律」(再演)（2018年10月31日 - 11月4日、新宿シアターモリエール） - ヒロイン・片山雨 役[53]
- ZERO BEAT. 第4回本公演「スナップ・アウェイ」（2018年12月11日 - 16日、テアトルBONBON） - W主演・熊佳代 役[54]
- 劇団シアターザロケッツプロデュース公演 vol.4「雨のち晴れ」（2019年5月21日 - 26日、テアトルBONBON） - ヒロイン・大塚晴美 役[55]
- 株式会社ピープス「レッドスネーク、カモン！！【青春版】」（2019年9月12日 - 15日、築地本願寺ブディストホール） - W主演・猪狩千重子 役[56]
- ILLUMINUS「純血の女王」（2019年12月18日 - 22日、六行会ホール） - 主演・カタリーナ 役（西村菜那子とのW主演）[57][58]
- ILLUMINUS「酔狂落語」（2020年11月21日、武蔵野芸能劇場 小劇場）[59]
- ILLUMINUS「酔狂落語～二〇二一春の陣～」（武蔵野芸能劇場 小劇場）
  - 第一陣（2021年2月13日・23日）[60]
  - 第三陣（2021年4月18日）[60]
- AD×STAGE 舞台「Another lenz」（2021年5月15日 - 23日、新宿FACE） - ヒロイン・須田愛菜 / 中田マミ 役[61][62]
- 劇団シアターザロケッツ 第十二回舞台公演「山田家は引っ越さない」（2021年7月14日 - 25日、ザ・ポケット） - ヒロイン・山田樹里 役[63]
- 舞台「マジムリ学園-LOUDNESS-」（2021年8月20日 - 29日、品川プリンスホテル ステラボール） - リヒト 役[64]
- ミュージカル「THE SHOW TIME」（2021年10月23日 - 26日、Mixalive TOKYO Hallmixa） - 主演・藤本日葵 役[65][66]
- Kiss Me You ～がんばったシンプー達へ（2021年11月17日 - 21日、シアターサンモール） - 須藤宮子 役[67]
- ILLUMINUS「麗和落語」（2021年12月18日・19日、六行会ホール）[68]
- 舞台「ぼくらの七日間戦争 2022」（2022年2月4日 - 6日、東京建物 Brillia HALL） - ヒロイン・中山ひとみ 役[69][70][71][注釈 5]
- 舞台「アサルトリリィ・御台場女学校 -The Empathy Phenomenon-」（2022年2月17日 - 28日、紀伊國屋サザンシアター TAKASHIMAYA） - 尾竹廉 役[72]
- ミュージカル「ロミオの青い空」（2022年3月31日 - 4月3日、東京建物 Brillia HALL） - アンジェレッタ 役[73][注釈 5]
- 舞台「トレーディングライフ」（2022年5月13日 - 22日、シアターアルファ東京） - 主演・浅野ひかる 役（佐々木優佳里とのW主演）[74]
- ミュージカル「THE SHOW TIME 2nd STAGE」（2022年7月1日 - 10日、シアターグリーン BIG TREE THEATER）- 主演・藤本日葵 役[75][76]
- DARKNESS HEELS〜THE LIVE〜2022（2022年9月15日 - 20日、シアター1010） - パルビナ・ルイ 役[77]
- 舞台「キミと僕の最後の戦場、あるいは世界が始まる聖戦」（2022年10月21日 - 24日、シアター1010 / 11月10日 - 13日、COOL JAPAN PARK OSAKA TTホール） - シスベル・ルゥ・ネビュリス9世 役[78][79]
- 舞台「ノラネコシティ」（2022年12月3日 - 11日、新宿FACE） - ヘレン・ワイヤー 役[80][81]
- 蓮×歌「しんみゅ 幕末歌劇 新選組 〜土方・藤堂の篇〜」（2023年1月14日 - 15日、三重・四日市市民文化会館 第2ホール / 2月6日 - 12日、東京・草月ホール） - ヒロイン・菊姫 役[82][83]
- 舞台「アサルトリリィ・イルマ女子美術高校編 -The Gleam of Dawn-」（2023年4月13日 - 19日、かめありリリオホール） - 主演・上田伊万里 役（佐々木優佳里とのダブル主演）[84]
- 舞台「宇宙よりも遠い場所」（2023年5月17日 - 21日、渋谷区文化総合センター大和田 伝承ホール） - 白石結月 役[85][86]
- オトメイトステージvol.1 メロメロ活劇「忍び、恋うつつ〜猿飛咲助ノ巻〜」（2023年7月13日 - 18日、ザ・ポケット） - 主人公・片桐かえで 役[87]
- 超次元ミュージカル「ネプテューヌ」（2023年9月28日 - 10月1日[注釈 6]、CBGKシブゲキ!!） - アイエフ 役[89]
- 舞台「回路」（2023年10月17日 - 21日、シアターサンモール）- ヒロイン・源理香 役[90]
- 舞台「アサルトリリィ・新章」大島近海ネスト調查隊編『金瘡小草の咲く時』（2023年12月19日 - 25日、シアター1010） - 上田伊万里 役[91]
- 舞台「スパイ教室」（2024年1月20日 - 28日、博品館劇場） - アネット 役[92]
- 舞台「それぞれの為」（2024年2月21日 - 27日、シアターKASSAI） - さっちゃん 役[93]
- 舞台「アサルトリリィ・新章」大島近海ネスト調査隊編『玲瓏たる深潭』（2024年5月17日 - 22日、かめありリリオホール） - 上田伊万里 役[94]
- 舞台「NIKKE THE STAGE」（2024年6月6日 - 9日、こくみん共済 coop ホール/スペース・ゼロ） - アリス 役[95]
- 舞台「アサルトリリィ・御台場女学校」-The Snowdrop-（2024年8月1日 - 11日、紀伊國屋サザンシアター TAKASHIMAYA） - 尾竹廉 役[96]
- 戦国妖狐 THE STAGE 世直し姉弟編（2024年9月27日 - 10月4日、シアター1010） - 氷岩 / おこう 役[97][98]
- 舞台「アサルトリリィ・イルマ女子美術高校」-The Bond with the White Rose-（2024年12月5日 - 15日、こくみん共済 coop ホール／スペース・ゼロ） - 主演・上田伊万里 役[99]
- 舞台「12人の怒れる人々」（2025年5月29日 - 2025年6月2日、恵比寿・エコー劇場） - 4号 役[100]
- 舞台「NIKKE THE STAGE」再演（2025年7月3日 - 6日[注釈 7]、クラブeX） - アリス 役[103]
- 超次元ミュージカル「ネプテューヌ」Re:BOOT!!（2025年10月1日 - 5日〈予定〉、六行会ホール） - ブラン 役[104][105]

### 朗読劇
- リーディングライブ「UBUGOE -voice of comedy- vol.12」（2016年7月20日、かめありリリオホール）[106]
- リーディングシアター「恋工場」（2016年9月23日、ベルサール渋谷ガーデン Cホール）[107]
- リーディングライブ「UBUGOE -voice of comedy- vol.15」（2017年4月3日 - 4日、めぐろパーシモンホール 小ホール）[108]
- リーディングドラマ「幽霊ハウス ～あなたは死んでも彼女を守れますか？～」（2021年9月11日 - 12日、ヒューリックホール東京）- ヒロイン・鈴川莉奈 役[109]
- 朗読劇「ROOM」（2024年5月26日、こくみん共済 coop ホール/スペース・ゼロ）[110]
- 朗読劇「この色、君の声で聞かせて」（2024年6月12日 - 6月16日、CBGKシブゲキ!!）- ヒロイン・渡来夢 役[111]

### テレビドラマ
- 聖徳太子のレストラン 第5話（2022年8月27日、CBCテレビ）[112]

#### 配信ドラマ
- THE SHOW TIME（2021年10月14日 - 27日、「THE SHOW TIME」公式Twitter） - 主演・藤本日葵 役[113]
- LINE VOOM ドラマ 『転生シリーズ』「RPGから転生したら職場でもクエストしちゃう件」（2024年12月7日公開）- アリサ 役[114]
- StardustTV 連続ドラマ「全てを取り戻せ！離婚されたお嬢様」（2025年6月6日公開）- 羽生璃奈 役[115]

### 映画
- 嘘の起源「ホワイト ライ」（2023年5月13日公開） - 香 役[116]

### ネット番組
- 北澤早紀の超ハイテンション番組「みなさんのおかげです」（2025年2月8日 -、ワロップ）[117]

### 客演ライブ・イベント
- WORLD ORDER 2016 SUMMER LIVE！「WORKING WORLD」（2016年8月20日 - 21日、東京グローブ座） - 田野優花、岡田彩花、湯本亜美、市川愛美、横山結衣とスペシャルゲストとして出演[118]
- TOY BOX vol.4（2019年4月11日、吉祥寺CLUB SEATA） - 中西智代梨、市川愛美、湯本亜美らとゲストダンサーとして出演[119]
- 井上ヨシマサ「真夏の夜会 ’2017/生ライブおねげぇーされちゃったっす」（2017年8月26日、六本木クラップス） - 後藤萌咲とサプライズゲストとして出演[120][121]
- 井上ヨシマサ「444山岳部決起集会よすす生誕もやるよね」（2018年7月18日、六本木クラップス） - 神志那結衣とゲスト出演[122]
- 井上ヨシマサ「よすす独り紅白歌合戦Vol.2 集まれ！散らばった星達よ」（2018年12月29日、表参道WALL&WALL）- 大森美優、佐々木優佳里らとゲスト出演[123]
- 井上ヨシマサ「2019ヨシマサ聖誕祭！BigYearをみんなで祝おう‼️」（2019年7月17日、TheGLEE）- 大森美優、藤田奈那とゲスト出演[124]
- 井上ヨシマサ「令和初!よすす独り紅白歌合戦 レコ大の儀 前夜祭」（2019年12月23日、SHIBUYA TAKE OFF 7）- 小田えりな、黒木ひかり、十味らとゲスト出演[125]
- 井上ヨシマサ「よすす生誕祭 聖火で灯すケーキのキャンドル」（2021年8月14日、六本木クラップス） - 浅井七海とゲスト出演[126]

## 書籍

### 著書
- 授業づくりネットワークNo.21（2016年3月16日、学事出版）ISBN 978-4761921965

### 雑誌連載
- 月刊ENTAME「AKB48 ネ申コラム『演劇ヲタクはかく語りき』」（2022年6月30日 - 2023年3月30日、徳間書店）[127][128]

### カレンダー
- （卓上）AKB48 北澤早紀 カレンダー 2014年（2013年12月6日、ハゴロモ）
- クリアファイル付（卓上）AKB48 北澤早紀 カレンダー 2015年（2014年12月13日、ハゴロモ）
- 佐々木優佳里（AKB48）北澤早紀（AKB48）365 NFTカレンダー（2022年5月1日、helo）[129]
- 北澤早紀 2024年 卓上カレンダー（2024年1月8日、トキエンタテインメント）
- 北澤早紀 2025年 卓上カレンダー（2025年1月13日、トキエンタテインメント）